# Labidus truncatidens
Labidus truncatidens är en myrart som först beskrevs av Carlo Emery 1920.  Labidus truncatidens ingår i släktet Labidus och familjen myror. Inga underarter finns listade i Catalogue of Life.